# Tympanocompus acclivis
Tympanocompus acclivis är en insektsart som beskrevs av Karsch 1891. Tympanocompus acclivis ingår i släktet Tympanocompus och familjen vårtbitare. Inga underarter finns listade i Catalogue of Life.